# Othe
Othe ist eine französische Gemeinde mit 39 Einwohnern (Stand 1. Januar 2022) im Département Meurthe-et-Moselle in der Region Grand Est (bis 2015 Lothringen). Sie gehört zum Arrondissement Val-de-Briey und ist Mitglied im Gemeindeverband Communauté de communes Terre Lorraine du Longuyonnais. Die Bewohner werden Othinois und Othinoises genannt.

## Geografie
Die Gemeinde im Norden Lothringens liegt etwa einen Kilometer von der französisch-belgischen Grenze entfernt und etwa 44 Kilometer nordwestlich von Val de Briey. Durch das Gemeindeareal fließt der Othain. Das Gemeindegebiet von Othe bildet eine Exklave des Départements Meurthe-et-Moselle: es ist vollständig vom Gebiet des Départements Meuse umgeben.
Umgeben wird Othe von den drei Nachbargemeinden:
| Bazeilles-sur-Othain |                                             | Velosnes |
|                      | Kompassrose, die auf Nachbargemeinden zeigt |          |
|                      | Flassigny                                   |          |

## Geschichte
Bereits zu gallo-römischer Zeit gab es hier Siedlungen.

### Bevölkerungsentwicklung
| Jahr      | 1962 | 1968 | 1975 | 1982 | 1990 | 1999 | 2009 | 2019 |
| Einwohner | 22   | 29   | 15   | 16   | 25   | 32   | 32   | 38   |

## Sehenswürdigkeiten
- Pfarrkirche Saint-Martin mit Ursprüngen aus dem 13. Jahrhundert
- Festungen der Maginot-Linie